# 克里亞若韋
47°44′18″N 33°27′46″E / 47.73833°N 33.46278°E
克里亞若韋（烏克蘭語：Кряжове），是烏克蘭中部的村莊，隸屬第聶伯羅彼得羅夫斯克州的克里維里赫區。該村距離克拉斯尼皮德、沃季亞涅和波多韋1.5公里，海拔高度97米，2001年人口143。